# Каргопольская улица
Каргопо́льская улица — улица в районе Отрадное Северо-Восточного административного округа города Москвы. Проходит от улицы Хачатуряна до улицы Декабристов. 

## Название
Названа в 1983 году по старинному северному городу Каргополю на реке Онеге в связи с расположением на севере Москвы. В южной части улицы стоят большие фигурки Каргопольских игрушек. 

## Описание
Каргопольская улица проходит на север от улицы Хачатуряна, поворачивая на северо-восток в районе дома № 6 по ней, и заканчивается в месте пересечения с улицей Декабристов, продолжаясь как улица Бестужевых. 

## Общественный транспорт

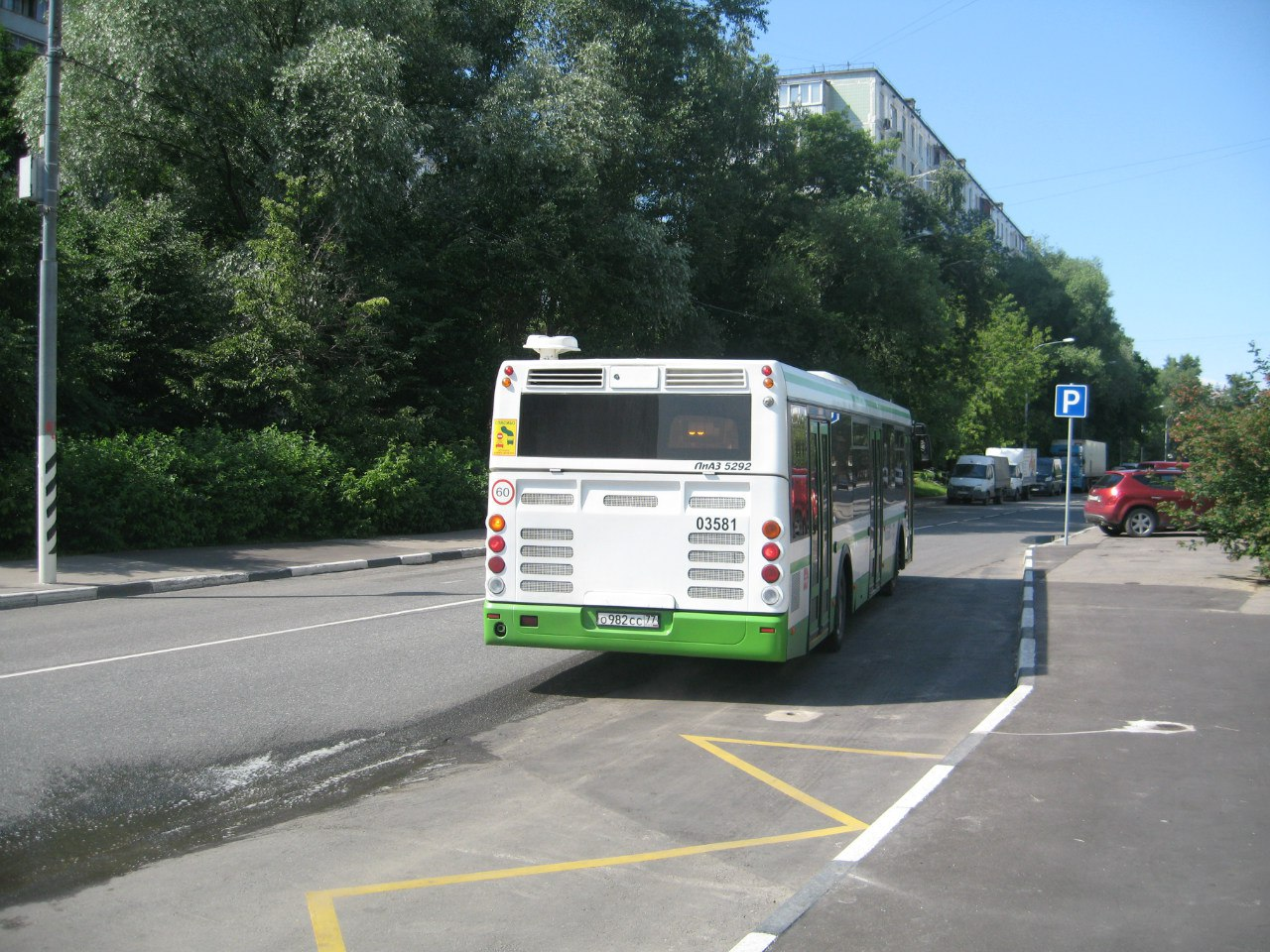
ЛиАЗ-5292 на маршруте С6 в день его запуска, 25 июня 2015 года

В 1991—1992 годах по улице проходил маршрут автобуса № 820; после его отмены общественный транспорт по улице не ходил вплоть до 2015 года.

### Внеуличный транспорт

#### Станцииметро
- Отрадное

### Наземный транспорт

#### Автобусы
- С6:  Отрадное — Каргопольская улица — Юрловский проезд